# Larson (Dakota del Nord)
Larson è un census-designated place (CDP) degli Stati Uniti d'America della contea di Burke nello Stato del Dakota del Nord. La popolazione era di 12 abitanti al censimento del 2010.
Larson fu fondata nel 1907. Sia questa città che la vicina Columbus sono intitolate a Columbus Larson, il primo direttore postale che servì l'area.

## Geografia fisica
Larson è situata a 48°53′22″N 102°51′38″W (48.889308, -102.860606).
Secondo lo United States Census Bureau, la città ha una superficie totale di 1,06 km², dei quali 1,06 km² di territorio e 0 km² di acque interne (0% del totale).

## Società

### Evoluzione demografica
Secondo il censimento del 2010, la popolazione era di 12 abitanti.

### Etnie e minoranze straniere
Secondo il censimento del 2010, la composizione etnica del CDP era formata dal 100% di bianchi, lo 0% di afroamericani, lo 0% di nativi americani, lo 0% di asiatici, lo 0% di oceanici, lo 0% di altre razze, e lo 0% di due o più etnie. Ispanici o latinos di qualunque razza erano lo 0% della popolazione.